# Хаджилари (община Белимбегово)
 Тази статия е за селото в Скопско.  За други значения на Хаджилари вижте Хаджилари.  За други значения на Миладиновци вижте Миладиновци.
Хаджилари или Хаджилар (на македонска литературна норма: Миладиновци) е село в община Белимбегово (Илинден), Северна Македония.

## География
Селото е разположено в източната част на Скопската котловина.

## История
Гьорче Петров пише в 1896 година, че Аджалари е основано 250 години по-рано. В края на XIX век Хаджилари е село в Скопска каза на Османската империя. Според статистиката на Васил Кънчов („Македония. Етнография и статистика“) към 1900 година в Хаджилари живеят 195 българи християни и 65 турци.
В началото на XX век цялото християнско население на селото е под върховенството на Българската екзархия. По данни на секретаря на екзархията Димитър Мишев („La Macédoine et sa Population Chrétienne“) в 1905 година в Аджарлари има 208 българи екзархисти.
След Междусъюзническата война в 1913 година селото влиза в границите на Сърбия.
На етническата си карта от 1927 година Леонард Шулце Йена показва Хаджарлар (Hadžarlar) като село с неясен етнически състав.
На етническата си карта на Северозападна Македония в 1929 година Афанасий Селишчев отбелязва Хаджиево като смесено българо-албанско село.
По време на сръбското управление селото е прекръстено на Александрово. При установяване на българската власт в годините на Втората световна война е прекръстено на Василево, в чест на Васил Аджаларски. На 22 юни 1941 година в селото е основано читалище „Васил Аджеларски“.
След войната името на селото е сменено отново – този път на Миладиновци.
Според преброяването от 2002 година селото има 1276 жители.
| Националност     | Всичко |
| северномакедонци | 1159   |
| албанци          | 0      |
| турци            | 2      |
| роми             | 62     |
| власи            | 0      |
| сърби            | 34     |
| бошняци          | 0      |
| други            | 19     |

## Личности
Родени в Хаджилари
- Васил Стоян, населен в махалата Кара Табак на Скопие, българин, православен, арестуван на 18 юни 1903 година, обвинен в „участие във воденето на работите на комитета чрез търсене на пари от населението на село Кадъкьой в името на споменатия комитет с намерение да се наруши порядъкът в махалата Пазар в Скопие“, осъден на 5 години каторга, амнистиран с общата амнистия от 12 април 1904 година[9]
- Васил Стоянов Стойков - Аджаларски (1880 – 1909), български революционер
- Трифун Христов Смилков - Аджаларски (1882 – ?), български революционер